# Wie konntest Du, Veronika!
Wie konntest Du, Veronika! ist ein deutscher Spielfilm der UFA aus dem Jahr 1940 mit Gusti Huber, Wolf Albach-Retty und Ralph Arthur Roberts.

## Handlung
Das in finanziellen Schwierigkeiten befindliche Bankhaus Junker & Sohn benötigt dringend einen neuen Kredit. Bankdirektor Torwald von der gleichnamigen Bank verweigert jedoch eine neue Kreditlinie. Er besitzt keine gute Meinung in Bezug auf die Unternehmensführung des Sohnes seines verstorbenen Freundes. Da aber der Sohn Fred Junker per Zeitungsanzeige sein Sportboot verkaufen will, beauftragt Torwald kurzerhand seine Tochter Veronika sich inkognito das Boot als Kaufinteressentin anzusehen und gegebenenfalls zu erwerben.
Am vereinbarten Bootshaus angekommen lernt sie Fred Junker kennen und gibt sich diesem gegenüber als arme Studentin mit dem Namen Veronika Glavatsch aus (Nachname der besten Freundin Grete). Fred Junker verliebt sich sofort in Veronika und lädt sie spontan zu einer kleinen Spazierfahrt mit seinem Sportwagen ein. Die Verhandlungen über den Kauf des Bootes werden erst einmal auf den nächsten Tag verschoben. Auch Veronika ist von dem Charme des Junker jr. hingerissen und stimmt sofort dem Ausflug zu.
Am Abend schwärmt sie gegenüber ihrem Vater (Bankdirektor Torwald) von ihrer Begegnung mit Fred Junker und verteidigt ihn gegen Vorwürfe des Vaters. Bankdirektor Torwald bemerkt natürlich die plötzliche Sympathie seiner Tochter für Fred Junker. Einige Tage später bittet Torwald den Prokuristen Schneider vom Bankhaus Junker & Sohn zu einem Gespräch. In diesem berichtet Schneider von positiven Veränderungen im Verhalten des Juniors. Er mache einen glücklichen Eindruck und sei ruhiger geworden. Es habe ihn wohl ernstlich gepackt und diesmal sei es die „Richtige“. Namen könne er aber leider nicht nennen. Torwald betont am Ende des Gespräches vielsagend, dass es manchmal gut sei, wenn zwei erfahrene Leute ein wenig Schicksal spielen würden.
Zum Geburtstag von Fred Junker bereitet Veronika in dessen Wohnung ein romantisches Essen zu zweit mit der Absicht vor, ihm einen Heiratsantrag zu machen. Vorher versteckt sie in dem Orchideengesteck auf dem Tisch einen Siegelring. Fred freut sich sehr über diese Geburtstagsüberraschung, da nach dem Tod seines Vaters ihm niemand mehr einen Geburtstagstisch bereitet habe. Veronika wünscht sich von Fred wiederum auch einen Ring. Fred versteht den Wunsch aber nicht in ihrem Sinn, da er von einem Schmuckstück ausgeht. Nun präzisiert Veronika, dass sie ein schlichten goldenen Ring meint. Erst jetzt begreift Fred die Heiratsabsichten die hinter dem Wunsch stehen. Kurzer Hand lehnt Fred aber eine Heirat mit Veronika ab. Er betont, dass wenn er schon heiraten müsse, er eine reiche Frau auswählen würde, da er selber „kein Geld“ habe. Veronika reagiert daraufhin völlig verständnislos.
Bankdirektor Torwald sucht Fred Junker in diesem Moment ebenfalls überraschend an seinem Geburtstagsabend auf. Veronika versteckt sich zunächst im Nebenzimmer vor ihrem Vater. In dem Gespräch offenbart Torwald, dass es sich bei Veronika um seine Tochter handeln würde. Fred hält nunmehr bei Torwald um die Hand von Veronika an. Torwald gibt ihm die väterliche Erlaubnis zur Heirat. Veronika, die im Nebenzimmer mitgehört hat, lehnt jedoch einen erneuten Antrag von Fred ab, da dieser ihren ursprünglichen Heiratsantrag abgelehnt habe und verlässt wutentbrannt die Wohnung.
Bei der am nächsten Tag von Torwald ausgerichteten Verlobungsfeier mit den Verwandten offenbart Veronika, dass sie nicht die Absicht habe sich zu verloben, obwohl sie ein Kind von Fred erwarten würde. Sie verlässt das Haus ihres Vaters mit einem Koffer und zieht bei ihrer Freundin Grete Glavatsch ein.
Alle Versuche von Fred in der Folge mit Veronika Kontakt aufzunehmen scheitern oder werden von Grete schlagfertig abgeblockt. Auch Torwald ist bei seinen Versuchen mit seiner Tochter zu sprechen erfolglos. Fred erkennt, dass er das Herz von Veronika nur zurückerobern kann, wenn er sich von Grund auf ändert. Er nimmt im Bankhaus Immermann eine Stelle als Volontär an, nachdem er sich gegen den anfänglichen Widerstand von Bankdirektor Immermann durchgesetzt hat. Auch Veronika beschließt in der Zukunft ihren Lebensunterhalt selbst zu verdienen und beginnt eine Arbeit in dem Kinderheim von Fräulein Dr. Schwertfeger, das Bankdirektor Torwald finanziell unterstützt.
Am Abend vor der Geburt des Kindes treffen Fred und Bankdirektor Torwald, der sich bereits sehr auf sein Enkelkind freut, vor dem Kinderheim aufeinander. Sie werden aber mit ihrem Wunsch die werdende Mutter zu unterstützen zunächst abgewiesen. Am nächsten Tag können sie den neuen Erdenbürger zwar selbst bestaunen; eine Begegnung mit Veronika kommt aber auf deren ausdrücklichen Wunsch nicht zustande. Nach der Geburt des Sohnes zieht Veronika wieder zu ihrer Freundin Grete. Dort kommt es unter Vermittlung von Grete in ihrer Wohnung zu einer erneuten Unterredung zwischen Fred und Torwald. Veronika kommt aus dem Nebenraum  hinzu und willigt zur Überraschung nunmehr in eine Heirat mit Fred ein.
Im Rahmen der nunmehr angesetzten zweiten Verlobungsfeier erklären Fred und Veronika zum Erstaunen der Anwesenden, dass sie bereits seit dem Morgen des Tages verheiratet seien.

## Produktionsnotizen
Die Dreharbeiten zu Wie konntest Du, Veronika! fanden vom 19. Januar 1940 bis März 1940 in den Ateliers der UFA in Berlin-Tempelhof statt. Die Uraufführung von Wie konntest Du, Veronika! war am 29. August 1940 im Tauentzienpalast in Berlin. Am 30. Juli 1940 wurde durch die nationalsozialistische Filmprüfstelle ein entsprechendes Jugendverbot für den Film erlassen.
Das Drehbuch verfasste Thea von Harbou und die Musik für den Film komponierte Werner Eisbrenner, die mit Liedtexten  von Axel Bergrun versehen waren. Die Bauten entwarf Carl L. Kirmse und als Regieassistent ist Alfred E. Sistig verzeichnet.
Für den Schauspieler Ralph Arthur Roberts, der auch einer der Ideengeber zu dem Drehbuch war, stellte die Arbeit an Wie konntest Du, Veronika! die letzte Filmproduktion dar. Er verstarb im März 1940 und erlebte die Uraufführung des Filmes somit nicht mehr.

## Rezeption
„Eine werdende Mutter will den Vater des erwarteten Kindes erst und nur dann heiraten, wenn der reiche Nichtsnutz sich gründlich ändert. UFA-Lustspiel mit dem Komiker Ralph Arthur Roberts in seiner letzten Rolle.“

„Die Komödie ist mit ihren lockeren, humorvollen Themen typisch für die UFA-Produktionen der Kriegsjahre.“

„Bankierstochter Veronika prüft die Kreditwürdigkeit von Fred (Wolf Albach-Retty) und muß bald festellen, daß seine Zeugungsfähigkeit in Ordnung ist. Nächste Frage: Liebt er sie oder ihr Geld?“

„Die junge, werdende Mutter Veronika lässt sich von den Männern nichts vorschreiben – weder von ihrem Vater noch dem Vater ihres Kindes. Zuerst soll sich der versnobte Nichtsnutz gründlich ändern. Mit Komiker Ralph Arthur Roberts in seiner letzten Rolle.“

„Eine Geldheirat oder nicht? Bankierstochter Veronika zieht sich vom Kleinunternehmer Fred solange zurück, bis dieser Fleiß und moralische Gradlinigkeit beiesen hat.“